# Paralimnophila (Papuaphila) delecta
Paralimnophila (Papuaphila) delecta is een tweevleugelige uit de familie steltmuggen (Limoniidae). De soort komt voor in het Australaziatisch gebied.